# Ayman Ben Mohamed
Ayman Ben Mohamed ou Aymen Ben Mohamed (arabe : ايمن بن محمد), né le 8 décembre 1994 à Londres, est un footballeur international tunisien évoluant au poste de latéral gauche à l'Espérance sportive de Tunis.

## Carrière

### Clubs
Il est transféré le 2 août 2016 du club irlandais du Bohemian Football Club vers l'Espérance sportive de Tunis. Le 24 octobre 2018, il est qualifié en finale de la Ligue des champions de la CAF 2018 avec son club après une victoire au bout du fil contre le Primeiro de Agosto (4-2). Il remporte cette même compétition avec son équipe le 9 novembre 2018 en battant Al Ahly (3-0).
Le 31 mai 2019, Ayman Ben Mohamed remporte sa deuxième Ligue des champions de la CAF consécutive avec l'Espérance sportive de Tunis. 

### Équipe nationale
Il est convoqué en mai 2016 par le sélectionneur Sami Trabelsi pour faire partie des joueurs sur la feuille du match opposant le 3 juin la Tunisie à Djibouti au stade El Hadj-Hassan-Gouled-Aptidon dans le cadre des qualifications de la CAN 2017.
Le 2 octobre 2018, il figure dans la liste des 23 joueurs convoqués par le sélectionneur Faouzi Benzarti pour la double confrontation face au Niger dans le cadre des qualifications de la CAN 2019. Il joue le match retour à Niamey au poste d'ailier gauche qui est sa première sélection.

### Palmarès
- Championnat de Tunisie (4) : 2017, 2018, 2019, 2025
- Supercoupe de Tunisie (1) : 2019
- Championnat arabe des clubs (1) : 2017
- Ligue des champions de la CAF (2) : 2018, 2019